# Grad Marquette
Grad Marquette je dvorec iz 18. stoletja v mestu Heemskerk na Nizozemskem, ki se nahaja na mestu prejšnjega gradu Heemskerk iz 13. stoletja ali Huis te Heemskerk.

## Značilnosti gradu

### Heemskerk, prvi grad
Prva različica gradu Marquette je bil okrogel vodni grad iz 13. stoletja. Okrogli vodni grad je znan iz mnogih starih slik. Te kažejo na vsaj eno zgradbo ob njegovem obzidju. Kažejo tudi njegovo kasnejšo uporabo kot obzidan vrt z ribnikom.
Leta 1802 so porušili še zadnje ostanke vodnega gradu. Ostali so le zelo široki jarki. V letu 2021 so bili grajski tereni raziskani z zemeljskim radarjem in še dvema neinvazivnima tehnikama. Te so pokazale vodni grad in njegovo vratarnico. Izkazalo se je, da je zunanji premer vodnega gradu približno 40 m. To je širše od okroglega vodnega gradu Egmond, ki meri nekaj manj kot 30 m.
Razen znanega okroglega vodnega gradu ostali deli prvega gradu niso znani. Morda je obstajal predhodnik na mestu kasnejšega zunanjega obora okroglega vodnega gradu.
Vodni grad je bil verjetno zapuščen v poznem štirinajstem stoletju, saj so bile njegove obrambne zmogljivosti zastarele. Stavbe na zunanjem oboru so bile nato spremenjene in povečane, da so postale predhodnik sedanjega gradu.

### Marquette, sedanji grad
Sedanji grad je sestavljen iz dveh vzporednih traktov in pravokotnega vratnega krila. Odnos do prejšnjega gradu ni dobro raziskan. Posamezne najdbe niso bile analizirane in o tem ni bilo veliko objavljenega.
Sedanji grad ima tri obokane kleti. Ena od njih kaže debelo steno iz opeke iz trinajstega stoletja. Na sliki iz časa med letoma 1741 in 1759 je zahodno od mostu vidna kapela iz leta 1555. Njen vhod so pozneje našli v drugi kleti. Pri prenovi kuhinje leta 1980 so našli ognjišče, ki bi lahko izhajalo iz 14. ali 15. stoletja.
Znano je, da je grad postal graščina v prvi četrtini 16. stoletja. Takrat je Daniël de Hertaing gospod Marquettski in Ostrevantski začel spreminjati grad in ga preimenoval po svojem izgubljenem gospostvu Marquette. Iz tega časa je ostal le visok stopniščni stolp.
V letih 1738-1741 je Peter Rendorp zasnoval veličastno vzhodno krilo z dvojno streho, sprednjim delom in kamnitimi trakovi za pilastre. V ta čas sodi tudi okrasitev vrat. Zahodni trakt je približno iz leta 1780, ko je grad dobil največjo prizidavo. Približno v istem času je bil zgrajen severni del. Ta, pa tudi nekateri drugi deli so bili ponovno porušeni v začetku 19. stoletja. Terase na severni strani so najnižji del severnega dela.
Notranjost ima hodnik z marmornim podom in štukaturo v stilu Ludvika XIV. Tu je poletna jedilnica v stilu Ludvika XV. in kitajska soba s poslikanimi stenami. Leta 1911 so v Marquettu postavili opremo plesne dvorane bližnjega gradu Assumburg iz zgodnjega 18. stoletja.

## Zgodovina

### Heemskerški (okoli 1250-1475)
Holandski grof Viljem II., ki je vladal od leta 1247 do 1256, je ukazal gradnjo cest in gradov, da bi pokoril Zahodne Frizijce. Grad Heemskerk, takrat znan kot "huys te Eemskercke" je bil eden od teh. To je povzročilo nenavadno visoko koncentracijo gradov okoli Heemskerka. Oglejte si grad Stari Haerlem za podrobnosti o tej koncentraciji in zemljevid.
Natančna vloga grofa pri gradnji Marquette ni znana. Morda je zgradil okrogel vodni grad ali stavbo na zunanjem oboru.  Januarja 1300 je Gerard II. Heemskerški svoj alodialni grad Heemskerk prenesel na Janeza II., holandskega grofa, in mu ga podelil nazaj v fevd, ki ga dedujejo sinovi, hčere in celo stranski sorodniki.
Gerardov sin Gerard III. Heemskerški (okoli 1300–1358) je bil med vojnami Trnkov in trsk vodja Zveze trsk. Leta 1354 je v Marquettu zaprl Dirka III. Brederodskega.
Oktobra 1358 je Gerardov sin Wouter Heemskerški (ok. 1330 - 1380) poskušal ubiti Reinalda Brederodskega, advokata Kennemerlanda. Reinald je pobegnil, regent grof Albert pa je novembra začel oblegati grad Heemskerk. Marca 1359 se je grad predal. Wouterju in njegovi ženi je bilo dovoljeno oditi z nekaj svojih osebnih stvari. Sam grad pa je zasedel grof. Po obleganju so preiskali Wouterjevo vlogo pri atentatu. Za spravo je moral plačati 7000 ščitnih ščitov. Leta 1380 je Wouter umrl brez zakonitih potomcev.

### Zevenbergenski (1475-1560)
Leta 1475 je Joost Strijenski, gospod Zevenbergenski (?-1476), podedoval grad Heemskerk po svoji babici Klementini Heemskerški. Leta 1529 ga je njegova sestra Marija Strijensko Zevenbergenska prenesla na svojega sina Kornela iz Berghesa (okoli 1500-1560). Leta 1538 je postal knezo-škof v Liègu. Leta 1544 je Kornel odstopil in se poročil. Umrl je brez zakonitih potomcev.

### Arenberški (1560-1610)
Leta 1560 je Žan de Ligne, vojvoda Arenberški (1525-1568), podedoval grad Heemskerk kot Kornelov nečak. Žan je bil ubit v prvem letu osemdesetletne vojne. Njegova družina se je preselila na jug, ko je okrožje padlo v roke upornikov. Med dvanajstletnim premirjem so številni ubežniki na obeh straneh izkoristili priložnost in prodali posestva, s katerih so pobegnili. To je veljalo tudi za Arenberške.

### Marquette (1610-1717)
Leta 1610 je Daniël de Hertaing, gospod Marquettenski in Ostrevantski (?-1625), kupil grad Heemskerk. Leta 1612 je dobil dovoljenje Stanov Holandije za preimenovanje gradu Heemskerk v grad Marquette. Bil je guverner Oostendeja med slavnim obleganjem Ostendeja (1601-1604). De Hertaing je imel tri sinove: Viljema, stotnika pehote, Henrika in polkovnika Maksimilijana. Leta 1655 jih je nasledila Petronela, baronica Wassenaarja in Duvenvoordeja.

### Rendorp (1717-1909)
Leta 1717 je Amsterdamski pivovar  in župan Joahim Rendorp kupil Marquette. Imel je sina Petra Rendorpa (1703–1760), poročenega z Margareto Calkoen. Peter je bil amaterski arhitekt in je spremenil Marquette v svoj načrt. Njun sin Joahim Rendorp (1728-1792) je postal vpliven politik in je Marquettu dal največji obseg.
Francosko obdobje je Nizozemsko močno osiromašilo, sledila pa so desetletja stagnacije. To je bila katastrofa za številne bogate družine in je povzročila rušenje mnogih delov gradu Marquette. Jakob Rendorpski Marquettenski (1795-1879) je bil leta 1813 prostovoljec v boju za neodvisnost in je bil leta 1815 ranjen v bitki pri Quatre Brasu. Bil je župan Heemskerka in Castricuma do leta 1867. Bil je poročen z A.C.M Deutz Assendelftsko (?-1869).

### Geversi (1855-1977)
Leta 1855 se je hči Jakoba Rendorpsko Marquetenskega Pavlina Rendorpsko Marquettenska poročila z Janom Hugom Geversom (1829-1891). Njun sin Hugo je leta 1888 postal župan mesta Heemskerk in je živel na gradu s svojo ženo Pavlino Adriano Lennepsko (1869-1947). Po Hugovi smrti leta 1921 je Marquette ostal nenaseljen. Po drugi svetovni vojni se je Hugov sin Abraham Gevers (1901-1989) naselil v Marquettu s svojo ženo Kristino baronica de Vos van Steenwijk (1916).

## Komercialna uporaba (1979)
Leta 1977 je ADTh Gevers Marquettenski prodal posestvo v velikosti 61,5 hektarjev podjetju BV Onroerende Goederen Maatschappij de Omval. Leta 1980 je provinca Severna Nizozemska kupila zemljišče posestva brez gradu za 2.750.000 guldnov. Sam grad Marquette je bil prenovljen za 6.000.000 guldnov in leta 1981 so ga začeli uporabljati kot konferenčno in zabavno središče. To podjetje je propadlo, deloma zato, ker ni imelo parkirišča. Zaprli so ga 31. decembra 1982.
Leta 1984 je novi lastnik postal Swiss Sodereal Group, kasneje Swiss Tradition Hotels. Leta 1985 je bil Marquette ponovno odprt s hotelsko stavbo na 650 m razdalje. Ta kombinacija s hotelom je bila precej uspešna. Leta 1986 so se v hotelu posvetovali ministri za zunanje zadeve EU. Kljub temu je leta 1988 upravljanje prešlo na Mercury Hotel Group. Mercury je nasledil NH Hotel Group, ki je izdal knjižico Château Marquette  o zgodovini in današnjem stanju gradu in njegove notranjosti.
Trenutni lastnik Chateau Marquette je Erik Kuiper-van den Berg. Leta 2018 je prevzem financiral s pomočjo množičnega financiranja.

## Galerija
- Daniel d'Hertaing
- Joahim Rendorp